# Fotografía de expediciones científicas
La fotografía de viajes: expediciones científicas, en el siglo XIX se comienza a utilizar, en Europa, como auxiliar en las expediciones científicas para reemplazar el uso que hasta el momento se hacía del dibujo y las pinturas. Servía para ilustrar más fielmente las culturas investigadas por antropólogos, retratando diferentes tipos raciales y elementos culturales. 

“…La fotografía se constituyó así en un medio de “atrapar”, transcribir e ilustrar la imagen del otro, en un momento en que los antropólogos […] se dedicaban a la recopilación de datos culturales acerca de las sociedades humanas, obtenidos especialmente de expediciones y viajes que tenían otros fines […] la fotografía se fue convirtiendo, junto con el film etnográfico, en un medio de registro científico de la observación de hechos humanos, y por tanto, en una parte de la metodología antropológica junto con el trabajo de campo y el análisis de datos… ”.

A partir de esta cita, y por el contexto histórico, cultural y científico en el que estas investigaciones se llegaban a cabo, podemos inferir que la fotografía servía como complemento y apoyo al paradigma positivista a partir del cual se buscaba la legitimidad de las ciencias humanas, el estudio objetivo de los hechos sociales como si fueran fenómenos naturales. La fotografía hacía un aporte hacia esa pretendida objetividad, ya que no mediaba la mano humana en el proceso de creación de la imagen, sino que había una máquina entre la persona y el objeto/persona a retratar. Sin embargo, Ana Verde Casanova aclara que hay que distinguir entre la fotografía antropológica y la fotografía histórica que tiene utilidad en investigaciones antropológicas: las primeras son tomadas especialmente con esa finalidad científica y dentro del marco de una investigación específica.

## Conceptualizaciones y formas de práctica
Demetrio E. Brisset Martín en su trabajo “Acerca de la fotografía etnográfica” plantea que la imagen antropológica es “…toda aquella de la que un antropólogo pueda obtener informaciones visuales útiles y significativas…”. 
En oposición con lo que plantea Verde Casanova, este autor sostiene que estas imágenes, sin importar la técnica ni la finalidad con la que hayan sido realizadas, pueden llegar a tener interés antropológico porque “…plasman una puesta en escena (o presentificación) de una existencia…”. Brisset toma la definición sobre la fotografía etnográfica de Joanna C. Schererm, que plantea que lo que hace que una fotografía tenga uso etnográfico es la utilidad que tienen para informar sobre etnias a los receptores. Según ella, sirven para conservar y comprender las culturas de los fotógrafos y de los sujetos retratados.
Mientras avanzaba el siglo XIX, en las grandes metrópolis europeas cada vez era mayor el interés por recopilar gran cantidad de imágenes para llevar a cabo el estudio físico de los otros: los pueblos colonizados. Im Thurn, después de su experiencia en la Guayana Británica, publicó “Usos Antropológicos de la cámara”, artículo en el que critica al método antropométrico, ya que aislaba al sujeto de su medio natural. A su vez, Portman estaba realizando una investigación fotográfica y estadística sobre los nativos de las islas Andaman. Esta investigación contaba con fotografías sobre estudios faciales (con mediciones antropométricas, sobre fondo cuadriculado) y secuencias narrativas que ilustraban el proceso técnico de los indígenas para fabricar sus artefactos. Publicó en la misma revista donde fue publicado el artículo de Im Thurn un artículo titulado “Fotografía para antropólogos”, trabajo que defiende a la fotografía que descontextualiza y aporta información objetiva para las investigaciones científicas. Las posturas opuestas de Im Thurn y de Portman representan las posturas que estaban en boga en el momento.
Con estas dos posiciones Europa salió documentar y registrar los rasgos culturales y costumbre de pueblos originarios del mundo, aquello que para el hombre blanco resultaba extraño. Se realizaron expediciones tanto en África como en América Latina, mediante las cuales se estudiaban los tatuajes, las posiciones corporales, etc, de las diferentes culturas.

## Primeras experiencias
En España, en 1856, el astrónomo británico Charles Piazzi Smyth realizó una serie de fotografías en Tenerife. El procedimiento que le dio a los negativos fue el de las placas de vidrio al colodión. Para el revelado lo ayudó su mujer, Jessie Piazzi Smyth, que positivó copias en papel a la albúmina. Estas fotografías documentan la expedición científica realizada por el matrimonio Piazzi Smyth. Son fotos de paisajes, árboles y plantas, y también de telescopios y otros instrumentos utilizados en su investigación.

## Fototeodolito
El fototeodolito fue otra técnica que se inventó y sirvió para tomar fotografías en expediciones científicas, específicamente para relevamientos topográficos de los lugares investigados. Esta técnica fue inventada por el ingeniero militar francés Aimé Laussedat en 1864, y consiste en un híbrido de teodolito y cámara. Permitía 

“…obtener una fotografía del lugar, con la información relativa a su posición respecto al Norte y su alejamiento eventual del horizonte; junto con la imagen aparecía una retícula que se centraba en la fotografía…”.

En el artículo “El fototeodolito en la Argentina del siglo XIX” explica que su uso se realizaba a partir de las siguientes operaciones: Nivelarlo en el terreno; fijar el plano perpendicular sobre el que gira el anteojo; centrar el retículo (hilo horizontal en el plano que pasa por el 0º vertical), arreglar el nivel sobre el anteojo para que el anteojo quede horizontal para luego arreglar las líneas de fe que marcan el horizonte y la vertical; cargar la placa, medir con el teodolito y realizar la toma fotográfica. Después, con esas fotos se logra reconstruir el panorama topográfico.
El artículo anteriormente mencionado cita como ejemplo del uso del fototeodolito en las expediciones científicas al que hace el mayor Deville (Ejército de los EE. UU.), quien relevó 6000 km cuadrados en las montañas Rocallosas en menos de 5 años.

## Chile
En la frontera de Chile, a mediados del siglo XIX vinieron, con el ímpetu civilizador de la época, varios fotógrafos europeos buscando retratar el nuevo mundo. Los tres más importantes, que se dedicaron a fotografiar el mundo mapuche, fueron Cristian Enrique Valck, Gustavo Milet Ramírez y Odber Heffer Bissett. Se los llama "los Fundadores" porque fueron quienes iniciaron la fotografía etnográfica en esta región. Son los iniciadores de la llamada fotografía etnográfica, sobre indígenas, en el sur de Chile. Sin embargo, en el artículo “Fotografía del pueblo mapuche. Siglos XIX y XX” se plantea que estas fotografías «[...] más que el referente de una realidad de los indígenas, constituyen más bien una construcción estética y cultural, que obedece a los paradigmas europeos de conformación de la imagen fotográfica vigentes a fines del siglo XIX […]».
A partir de fotomontajes obtenidos mediante distintos tipos de dispositivos y procedimientos visuales, los fotógrafos escenifican un mundo mapuche que no es igual a la realidad. Para realizar esos montajes primero delimitaban un espacio determinado (interior o exterior) que mostraba un fragmento espacio-temporal en el que se dramatizaba una acción donde los mapuches eran los personajes y la escena armada el espacio donde se suponía que transcurrían tales acciones. Estos montajes encuentran su fundamentación en la estética propia de la fotografía decimonónica. Sin embargo, «[…] la escena étnica como procedimiento visual y la pose como dispositivo de montaje, transforman la imagen en una construcción cultural que nos sumerge en una realidad que, sin duda, atribuimos como propia e indiscutiblemente mapuche [...]».

## Argentina
En Argentina, el uso que se realizó de la fotografía como auxiliar de las investigaciones antropológicas se puede apreciar en los trabajos llevados a cabo con los diferentes Pueblos originarios, en su gran mayoría por fotógrafos viajeros que venían de Europa a registrar a estas culturas. Tanto con las tribus del sur del país como las del Gran Chaco, región en la que aún conviven distintos grupos étnicos. Existen trabajos sobre los indígenas chaqueños realizados por misioneros franciscanos, fotógrafos profesionales y también de expedicionarios; pero los que vienen a colación para nuestro trabajo son aquellos pertenecientes a antropólogos, que utilizaron las fotografías especialmente para sus estudios científicos.

### Fotógrafos
Un referente importante es el trabajo elaborado en la década de 1890 por Guido Boggiani, en el Chaco paraguayo. Boggiani era un viajero que recorrió América, más particularmente Paraguay (lugar donde poermaneció hasta su muerte entre los chamacoco). Participó en los grupos intelectuales de este país. Después de un viaje realizado a Italia trajo consigo una cámara fotográfica que utilizó luego en sus internaciones a la selva paraguaya. Él conocía muy bien la utilidad de la fotografía en las investigaciones antropológicas y etnográficas que se llevaban a cabo en Europa. Sus fotos hacían hincapié en diversos aspectos de una realidad tan nueva para él: el Mato Grosso y el Chaco paraguayo, ya mencionado anteriormente. Fotografiaba paisajes, poblados y objetos propios de las etnias visitadas. 
En el artículo se aclara que “…su registro fotográfico más importante alude a la representación/presentación del “otro” indígena a través del retrato, creando una imagen de la alteridad de caracteres sobresalientes […] Las fotografías de personajes de las tribus angaites, lenguas, sanapanás, caduveos, tobas, payaguás, bororo y chamacocos constituyen el primer repertorio fotográfico de un amplio conjunto de etnias del Gran Chaco y Mato Grosso, lo que convierte a Guido Boggiani en el pionero de la fotografía etnográfica de la región”. Es menester aclarar que las tomas que realizó no tuvieron la intención de hacer una clasificación antropométrica, y por ello fotografió a los indígenas en su entorno y al realizarles retratos que parecen espontáneos (riéndose, en poses despreocupadas, etc.) les devolvió cierta humanidad (que las fotografías más científicas, por búsqueda de objetividad, muchas veces les quitaban, tomándolos como si fueran meramente objetos de estudio). De todas formas, como era uso en la época, intervenía sus fotografías planeando las escenas y realizando montajes para realizarlas, así como indicando a los retratados, incluso, qué pose hacer. Por lo tanto, sus fotos representan la realidad y permiten visualizar el encuentro que hubo entre él y los indígenas. El conjunto de imágenes que realizó “…sobrepasa las representaciones de los paradigmas naturalista, cientificista-positivista y estetizante, pero contiene, sin embargo, elementos de todos ellos: pureza racial y autenticidad cultural, primitivismo emocional e irracional se mezclan con una mirada evocadora y poética. El artista-científico transforma al “salvaje” en “humano”, superando así el exotismo de huella colonial y el naturalismo biologicista de la ciencia…”. También explica que se diferencia de las imágenes más tipológicas en el hecho de que especificó el nombre de cada uno de los retratados y el lugar dónde fue realizada la toma.
En el artículo sobre la fotografía antropológica en Argentina (y América Latina) se considera a Boggiani como el precursor, en el Gran Chaco, de la fotografía etnográfica y, al checo Alberto Fric como su precursor. Fric trató de realizar, a partir de la observación del trabajo de Boggiani, una tarea semejante. Pero sus fotos se diferencian en calidad e intencionalidad, ya que en Fric la mirada etnocéntrica, reforzada por la idea del primitivismo y de la inferioridad del indígena es muy notable. Sus trabajos consisten en retratos individuales que siguen diversos modelos en boga en esa época.
Este fotógrafo checo tenía como objetivo mostrar la vida cotidiana de los indígenas del Chaco, por lo que realiza muchas tomas espontáneas sin intervenciones ni planificaciones escénicas. Sin embargo, ni Boggiani ni Fric eran científicos ni investigadores profesionales. Recién a comienzos del siglo XX se comenzaron a realizar trabajos con mayor profesionalidad respecto a lo científico y antropológica en esta región.
Aunque Roberto Lehmann Nitsche, alemán que ocupó el cargo de director de la Sección Antropología del Museo de La Plata entre 1897 y 1930, realizó imágenes que se basaban en teorías raciales, en el intento por clasificar a partir de caracteres somáticos a los grupos investigados y también en la convicción de la época sobre la objetividad de la fotografía.
En Argentina también podríamos incorporar en la fotografía de expedición, el trabajo realizado por Charles W. Furlong, quien se dedicó a registrar las tribus nativas de la zona de Tierra del Fuego. Estos trabajos fueron realizados en los años 1907 y 1908 y abarcan todo el archipiélago fueguino. Furlong nació en 1874 en Cambridge, Massachusetts y realizó su formación artística en la Escuela de Arte Massachusetts, donde se graduó en 1895. Durante varios años se desempeñó como artista y llegó a ser jefe de Departamento de Artes en la Universidad de Cornell. En 1904 realiza su primera expedición a Marruecos y Trípoli. En 1907 consigue que la revista Harper's financie su expedición a Tierra del Fuego. Durante este viaje recorre Ushuaia, Canal del Beagle, Río Douglas y Cabo de Hornos. En esta instancia es cuando registra a las integrantes de las culturas: Yaganes, Alacalufes, Haush y Onas. Las fotografías muestran la costumbres, tradiciones, vestimenta, la tipología corporal, etc. de los habitantes de estas tierras. Este trabajo se publicó en varios informes de la revista Harper's (entre 1908 y 1910) y en artículos para el 15.º Congreso Internacional Americanista de 1915.

## Diferencias en las prácticas en Europa y Latinoamérica
Las técnicas utilizadas en las expediciones científicas en Europa llegaron a Latinoamérica pero sus objetivos fueron distintos: se inició la llamada fotografía etnográfica, ya que el interés estaba puesto en retratar las costumbres, características y modos de vida de los pueblos indígenas. Sin embargo, la mayoría de los fotógrafos que se dedicaron a esto en América eran aficionados y no científicos profesionales. Y, al igual que en Europa, existieron dos tendencias opuestas: quienes buscaban aislar a los indígenas para realizar fotografías “objetivas” que permitan el estudio biológico de las diferentes “razas”; y quienes buscaron retratarlos en contexto para dar cuenta de su modo de vida. Las técnicas fueron similares en ambos continentes, ya que a América se trajeron los descubrimientos e invenciones Europeos. Cabe aclarar que hasta entrado ya el siglo XX no se profesionalizó la fotografía etnográfica en Latinoamérica, ya que los estudios científicos propiamente dichos se llevaron a cabo varios años más adelante. La utilidad de las fotos etnográficas en América fue principalmente el interés personal de algunos viajeros, y fueron expuestas en museos científicos y utilizadas para uso personal.